# I sette sogni: un libro di paesaggi nordamericani
I sette sogni: Un libro di paesaggi nordamericani (Seven Dreams: A Book Of North American Landscapes) è un ciclo di romanzi dello scrittore statunitense William T. Vollmann che racconta la colonizzazione del continente nordamericano e i conflitti tra coloni e nativi. La serie di romanzi è un'opera che si situa in una zona di confine tra narrativa e storia, e si iscrive a pieno diritto nel postmoderno letterario.
La pagina di prefazione a ogni volume è la seguente:
L'autore ha progettato sette romanzi, dei quali cinque sono già stati pubblicati:
- Volume 1: The Ice-Shirt, 1990 (La camicia di ghiaccio, 2007) racconta l'arrivo dei vichinghi in Nordamerica, nel IX-X secolo.
- Volume 2: Fathers and Crows 1992 (Venga il tuo regno, 2011) racconta l'arrivo dei missionari gesuiti nel Canada francese tra il XVI e il XVIII secolo.
- Volume 3: Argall: The True Story of Pocahontas and Captain John Smith, 2001, racconta la celebre storia di John Smith di Jamestown e della powhatan Pocahontas nel XVII secolo.
- Volume 4: The Poison Shirt, inedito, dovrebbe raccontare l'arrivo sul continente americano dei puritani nel XVII secolo[2] oppure il terzo viaggio del capitano James Cook[3]
- Volume 5: The Dying Grass, 2015, racconta la distruzione della nazione dei Nasi Forati[2] tra il XVIII e il XIX secolo.
- Volume 6: The Rifles, 1994, (I fucili, 2018), racconta il tentativo di John Franklin di trovare un passaggio a nord-ovest verso l’oceano Pacifico nel 1845.
- Volume 7: forse intitolato The Cloud-Shirt, (inedito), ambientato in Arizona con le nazioni Hopi e Navajo[4] nel XX secolo

## Edizioni italiane
- William T. Vollmann, La camicia di ghiaccio, Trad. N. Mataldi, Padova, Alet edizioni, 2007,  p. 480, ISBN 9788875201135.
- William T. Vollmann, Venga il tuo regno, Trad. Massimo Bocchiola e Micol Toffanin, Padova, Alet edizioni, 2011,  p. 840, ISBN 9788875201135.
- William T. Vollmann, I fucili, Trad. Cristiana Mennella, Roma, Minimum Fax, 2018,  p. 498, ISBN 978-88-7521-982-6.